# Liste der Monuments historiques in Saint-Jory
Die Liste der Monuments historiques in Saint-Jory führt die Monuments historiques in der französischen Gemeinde Saint-Jory auf.

## Liste der Bauwerke
| Bezeichnung | Beschreibung              | Standort       | Kennzeichnung | Schutzstatus | Datum | Bild |
| ----------- | ------------------------- | -------------- | ------------- | ------------ | ----- | ---- |
| Schloss     | Erbaut im 16. Jahrhundert | Novital (Lage) | PA00094463    | Inscrit      | 1927  |      |

## Liste der Objekte
- Monuments historiques (Objekte) in Saint-Jory in der Base Palissy des französischen Kultusministeriums